# دانشگاه والدورف
دانشگاه والدورف یک دانشگاه خصوصی در فورست سیتی، آیووا است. این دانشگاه در سال ۱۹۰۳ تأسیس شد و در بیشتر تاریخ خود یک کالج غیرانتفاعی مرتبط با کلیسای انجیلی لوتری بود. در سال ۲۰۱۰، به دانشگاه کلمبیا فروخته شد و به یک مؤسسه انتفاعی تبدیل شد. دانشگاه والدورف رشته‌های کاردانی، کارشناسی و کارشناسی ارشد و همچنین چندین گواهی مدرک کارشناسی و برنامه‌های آمادگی شغلی آنلاین را ارائه می‌دهد. این مؤسسه توسط کمیسیون آموزش عالی (HLC) تأیید شده‌است.